# 洛斯亞諾斯 (南美洲)

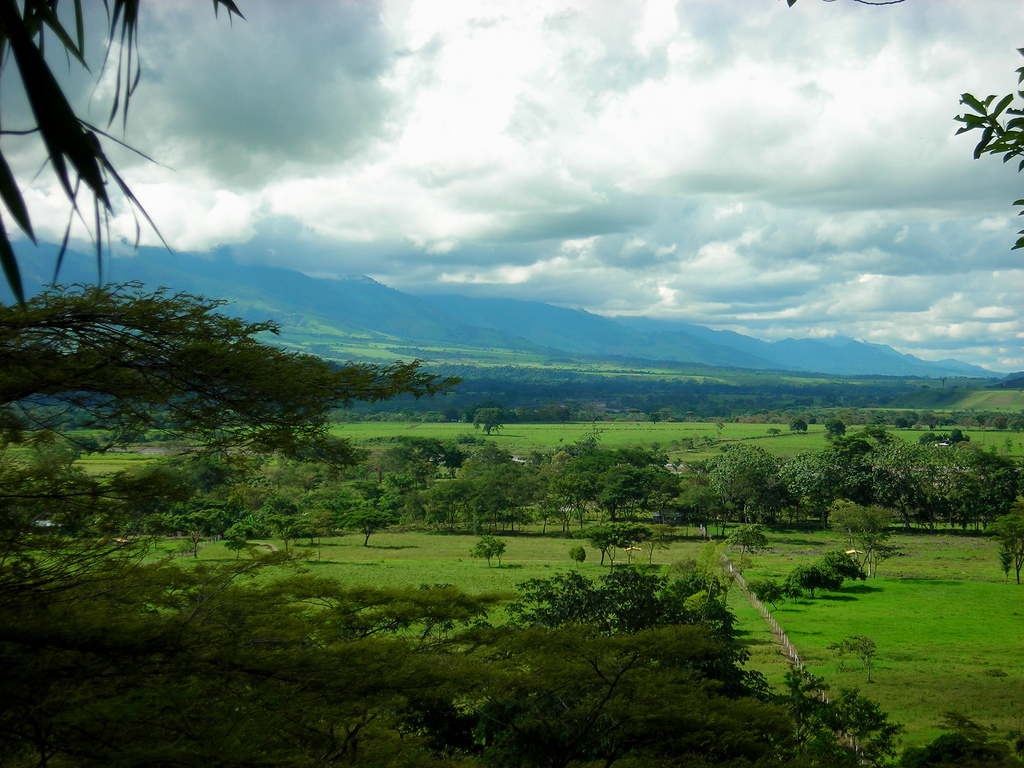
哥倫比亞境內的洛斯亞諾斯

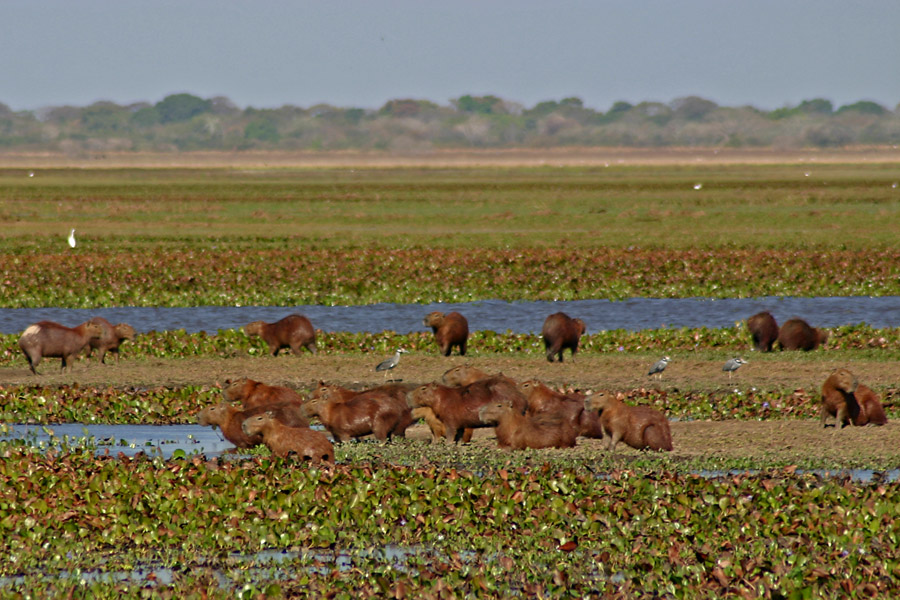
委內瑞拉境內洛斯亞諾斯上的一群水豚

洛斯亞諾斯（西班牙語：Los Llanos，西班牙語發音：[ˈʎanos]，本地發音：[ˈʝanos]）意即“平原”，是位於南美洲安第斯山脈以東的哥倫比亞和委內瑞拉境內的熱帶大草原。生態區域是氾濫草地和稀樹草原。
草原上的主要河流是奧里諾科河，這條河流也形成了兩國之間的一部分邊境，也是委內瑞拉的主要河流。

## 氣候
洛斯亞諾斯境內的氣候較為極端，五月至十月間是雨季，部份地區因為洪流的緣故積水可達一米。這將本來的草地和林地暫時變成了濕地。這一現象對當地野生動物的生活也有著重要影響，其中有包括紅鹮、白须短嘴霸鹟在內的約70種水鳥賴此為生。

## 外部連結
- （英文） Dawn on the Plains Photo Feature, Havana Times, Oct 1, 2010.
- （西班牙文） The llanos music （页面存档备份，存于）
- （西班牙文） The llanos of Colombia and Venezuela
- （西班牙文） Los Llanos de Colombia
- （英文） . 陸地生態區. 世界野生動物基金會.